# Кукліло бурий
Куклі́ло бурий (Coccyzus melacoryphus) — вид зозулеподібних птахів родини зозулевих (Cuculidae). Мешкає в Південній Америці.

## Опис

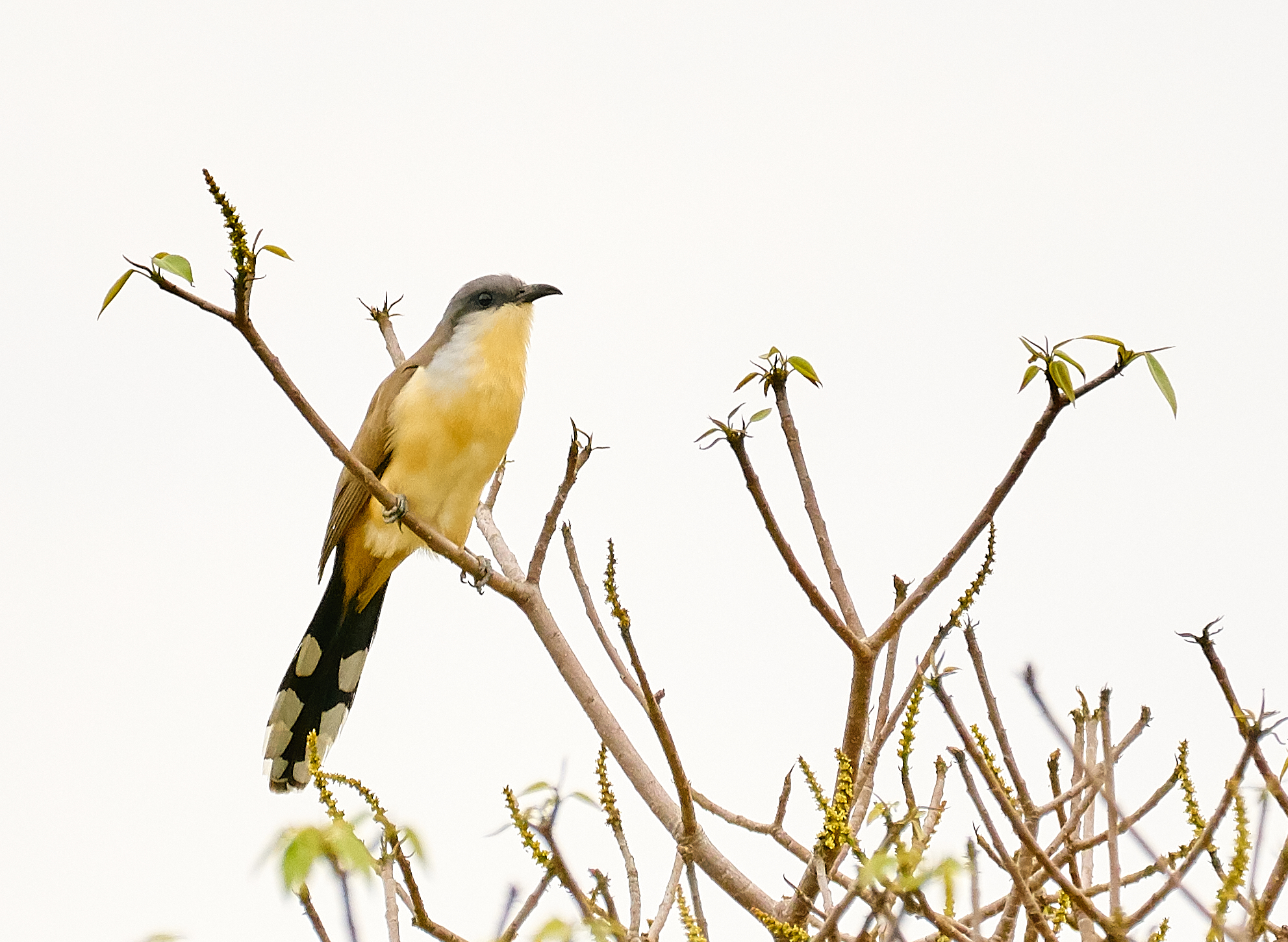
Бурий кукліло (Галапагоські острови)

Довжина птаха становить 27-28 см, враховуючи довгий хвіст. Верхня частина тіла переважно коричнева, верхня частина голови сіра, на обличчі чорнувата "маска". Нижня частина тіла білувато-охриста. Нижня сторона хвоста чорна з великими білими плямами на кінці. Дзьоб чорний, вигнутий, навколо очей вузькі жовті кільця.

## Поширення і екологія
Бурі кукліло мешкають в Колумбії, Венесуелі, Гаяні, Суринамі, Французькій Гвіані, Бразилії, Еквадорі, Перу, Болівії, Парагваї, Уругваї і Аргентині, а також на острові Тринідад та на Галапагоських островах. Бродячі птахи спостерігалися в Панамі, північному Чилі, на Гренаді, у Флориді та на Фолклендських островах. Бурі кукліло живуть в сухих і вологих рівнинних тропічних лісах, на узліссях і галвинах, в чагарникових заростях і мангрових лісах. Зустрічаються на висоті до 1200 м над рівнем моря.